# 1956年夏季奥林匹克运动会泰国代表团
1956年夏季奥林匹克运动会泰国代表团是泰国派出的1956年夏季奥林匹克运动会代表团。